# Chloropoea stavelioides
Chloropoea stavelioides är en fjärilsart som beskrevs av Carpenter 1949. Chloropoea stavelioides ingår i släktet Chloropoea och familjen praktfjärilar. Inga underarter finns listade i Catalogue of Life.